# Cannone da 76/45 S 1911
 (juillet 2018).
Si vous disposez d'ouvrages ou d'articles de référence ou si vous connaissez des sites web de qualité traitant du thème abordé ici, merci de compléter l'article en donnant les références utiles à sa vérifiabilité et en les liant à la section « Notes et références ».
 (juillet 2018).
Le Cannone da 76/45 S 1911 est un canon de marine utilisé par l'Italie pendant la Première et la Seconde Guerre mondiale. 
Il a également été employé dans l'artillerie côtière, sur affût-truck ou comme canon anti-aérien.

## Histoire
Le canon de 76/45 fut conçu par l'industriel français Schneider sous la forme du Canon de 76 mm Modèle 1911. Les Italiens achetèrent une licence de production et le canon fut produit par la société Gio Ansaldo. Il porta diverses dénominations en service : Cannone da 76/45 S 1911, 76/45 S Mod 1911 RM (Regia Marina) et Cannone da 76/45 CA (Contre-Aereo). Pendant la Première Guerre mondiale, Ansaldo produisit 312 tubes et 287 affûts en réponse à une demande de canons antiaériens. Ces armes furent installées sur des affûts à haute élévation pour la défense statique d'objectifs stratégiques et sur les trains blindés de la Regia Marina.
Dans les années 1930, les 242 canons survivants furent affectés à l'artillerie côtière et antiaérienne des unités de la MVSN. Ceux-ci restèrent en service avec les autres pièces 66/47, 76/40, 77/28, 100/47, 102/35 et 102/45 en raison d'un nombre insuffisant des nouveaux Cannone da 75/46 et Cannone da 90/53. Les canons capturés par les Allemands après la défaite italienne furent désignés 7,62 x 20 cm Flak 266/3 (i).
Dans leur usage antiaérien, des batteries de quatre canons étaient installées à proximité de centres urbains, d'usines ou de bases militaires. La distance et l'altitude des objectifs étaient mesurées par des télémètres optiques. Ces coordonnées étaient transmises à la station de contrôle de tir, qui calculait la vitesse, l'altitude et la direction de la cible pour déterminer les angles de déflexion. Ces calculs étaient ensuite transmis aux servants des pièces pour un tir de barrage. Les batteries disposaient également de projecteurs et de dispositifs de détection acoustiques.